# Edward Andrews
Edward Andrews, född 9 oktober 1914 i Griffin, Georgia, död 8 mars 1985 i Santa Monica, Kalifornien, var en amerikansk skådespelare. Andrews var från 1950-talet fram till 1980-talet en flitigt anlitad karaktärsskådespelare inom amerikansk film och TV. Under 1960-talet medverkade han frekvent i stora biroller i lättsamma komedifilmer, varav flera där Doris Day gjorde huvudrollen.

## Filmografi, urval
- 1955 – Ond stad
- 1956 – Angeläget ärende
- 1956 – Storstadsdjungel
- 1956 – Te och sympati
- 1957 – I skuggan av ett mord
- 1961 – Den tankspridde professorn
- 1961 – Unga vildar
- 1962 – Storm över Washington
- 1963 – Gift på halvtid
- 1964 – Skicka inga blommor
- 1964 – Har ni sett maken
- 1966 – Spion i trosor
- 1970 – Tora! Tora! Tora!
- 1972 – Avanti!
- 1984 – Födelsedagen
- 1985 – Gremlins